# Benishangul-Gumuz
Benishangul-Gumuz is een regio (kilil of staat) van Ethiopië. De hoofdstad van de regio is Asosa en de regio heeft 640.000 inwoners (2007).
De regio ligt in het westen van Ethiopië en grenst aan Soedan, Zuid-Soedan, en de overige Ethiopische regio's Oromia en Amhara. De regio is in 1995 op etnische gronden opgericht. De regio is vernoemd naar de twee etnische groepen; de Berta (Arabisch: Beni Shangul) en de Gumuz.

## Geboren
- Almaz Ayana (1991), atlete
- Saladin Said (1988), voetballer

## Zones
- Asosa
- Kamashi
- Metekel

Regio's (kililoch): Afar · Amhara · Benishangul-Gumuz · Gambela · Harari · Oromia · Sidama · Somali · Tigray · Yedebub Biheroch Bihereseboch na Hizboch · Zuidwest
Bestuurlijk onafhankelijke steden (astedader akababiwach): Addis Abeba · Dire Dawa